# برانکووینا
برانکووینا (به صربی: Brankovina) یک منطقهٔ مسکونی در صربستان است که در والیفو واقع شده‌است. برانکووینا ۵۷۳ نفر جمعیت دارد و ۲۶۷ متر بالاتر از سطح دریا واقع شده‌است.